# Billy (Mondkrater)
Billy ist ein Einschlagkrater im Westen der Mondvorderseite, am westlichen Rand des Oceanus Procellarum, südöstlich des Kraters Hansteen und nördlich von Mersenius.
Der Kraterrand ist mäßig erodiert, das Kraterinnere ist eben.
| Buchstabe | Position           | Durchmesser | Link |
| --------- | ------------------ | ----------- | ---- |
| A         | 14,34° S, 46,33° W | 7 km        |      |
| B         | 12,2° S, 47,66° W  | 21 km       |      |
| C         | 16,09° S, 49,14° W | 6 km        |      |
| D         | 14,87° S, 48,39° W | 11 km       |      |
| E         | 14,98° S, 49,8° W  | 3 km        |      |
| H         | 15,67° S, 49,83° W | 3 km        |      |
| K         | 12,98° S, 48,84° W | 5 km        |      |

Der Krater wurde 1935 von der IAU nach dem französischen Mathematiker Jacques de Billy offiziell benannt.